# Louis Primeau
Louis Primeau o Primo (fl. 1749-1800) fue uno de los primeros comerciantes europeos de pieles en el río Churchill, recordado por haber jugado un importante papel ayudando a abrir las rutas fluvolacustres que llevaban al lago Athabasca y como uno de los que transmitió las habilidades de los coureurs des bois a los anglófilos de la North West Company y de la Compañía de la Bahía de Hudson (Hudson's Bay Company, HBC). También fue uno de los hombres que exploraron el interior del continente para la HBC antes de que la HBC comenzase a construir puestos comerciales interiores.

## Biografía
Poco se sabe de su juventud. Morton dice que habría nacido en Quebec de padre inglés y madre francesa, pero el DCB no recoge eso. Hacia el final del periodo francés, estaba en el río Saskatchewan en el extremo occidental del comercio y la exploración. Pasó mucho tiempo con los indios, es decir, con personas de las Primeras Naciones. Cuando en 1756 estalló  la Guerra francoindia la mayor parte de los oficiales franceses fueron rellamados a Quebec, pero Primeau se quedó en el oeste y trató de mantener el comercio de pieles. En 1765, con el comercio de Montreal casi desaparecido, se presentó en York Factory y se unió a la Compañía de la Bahía de Hudson. Desde 1765 a 1772, invernó en el interior en lugares no conocidos. En 1767 se informó que estaba en el "Beaver River", que si fuese el río Beaver estaría muy lejos aguas arriba del río Churchill. En 1768 las enfermedades venéreas lo obligaron a permanecer en York Factory. Cuando los "pedlars" (comerciantes anglófonos independientes de Montreal) comenzaron a aparecer en el interior informó de sus movimientos y recomendó que la HBC construyese puestos comerciales en el interior. La HBC no confiaba plenamente en él, pero necesitaba sus habilidades en el bosque. En 1772 él e Isaac Batt escoltaron 160 canoas indias hasta la fábrica de York, pero todas menos 35, fueron desviadas hacia el puesto pedlar en Cedar Lake (Manitoba).
En mayo de 1772 abandonó a los pedlars y se fue a Montreal donde entró al servicio de uno de los hermanos Frobisher. En 1773-1774 estuvo con Joseph Frobisher  en el lago Cumberland cerca del futuro puesto de la HBC de Cumberland House (Saskatchewan). En 1774 él y Joseph Frobisher fueron hacia el norte, remontando el río Sturgeon-Weir hasta el Frog Portage donde interceptaron a los indios de Athabasca que bajaban el río Churchill para los intercambios con la HBC en Churchill (Manitoba). Esta pérdida fue una de las razones por las que la HBC comenzó a moverse hacia el interior. Estuvo en el Frog Portage durante tres inviernos. En 1777  construyó un puesto río arriba por el Churchill en el lago Île-à-la-Crosse, yendo abajo hasta Montreal y estaba de vuelta nuevamente en el lago Île-à-la-Crosse el siguiente año.
Poco se sabe de su carrera posterior. Estaba en el río Kississing en 1786. Pudo haber sido el Primeau que estaba a cargo del puesto rival de la Compañía del Noroeste en Cumberland House en 1798. Lo último que se supo de él es que estaba en el río Saskatchewan en 1800.